# Danh sách đĩa nhạc của Avril Lavigne
Dưới đây là danh sách đĩa nhạc của Avril Lavigne, nữ nghệ sĩ người Canada, bao gồm 7 album phòng thu, 4 đĩa mở rộng, 17 đĩa đơn, 20 video ca nhạc và sự xuất hiện trong một số album nhạc phim, album từ thiện.
Tài năng của Avril Lavigne được phát hiện trong các lễ hội âm nhạc địa phương và các sự kiện tại Napanee, Ontario, quê nhà của cô. Cô được nhận hợp đồng thu âm đầu tiên vào năm 2000 khi cô mới chỉ 16 tuổi. Album đầu tay của cô, Let Go, được phát hành vào tháng 6 năm 2002 và đã đánh vào bảng xếp hạng Mĩ Billboard 200 ở vị trí thứ 2. Album đã bán được hơn 17 triệu bản trên toàn thế giới và nhận được 6 đĩa Bạch kim ở Mĩ và 7 đĩa Bạch kim ở Úc. Đĩa đơn đầu tiên của album, "Complicated" đã đạt được vị trí thứ 1 ở Úc và vị trí thứ 2 ở Mĩ. Các đĩa đơn khác, "Sk8er Boi" và "I'm with You" đã lọt vào top 10 ở nhiều bảng xếp hạng.
Vào tháng 5 năm 2004, Lavigne phát hành album phòng thu thứ hai mang tên Under My Skin. Album đã đạt vị trí thứ 1 tại Úc, Mexico, Canada, Nhật, Anh và đã bán được hơn 10 triệu bản trên toàn thế giới. "My Happy Ending", đĩa đơn thứ hai và cũng là đĩa đơn thành công nhất của album đã lọt vào top 10 ở Mĩ.
Tháng Tư 2007, album phòng thu thứ ba của cô, The Best Damn Thing được phát hành. Nó trở thành album thứ hai của Lavigne giành được vị trí thứ 1 trên bảng xếp hạng Billboard Hot 100 cùng với sự thành công của đĩa đơn đầu tiên, "Girlfriend", cũng đạt vị trí thứ 1. Đĩa đơn thứ hai của album, "When You're Gone", đã lọt vào top 40 ở Mĩ và top 10 ở Anh, Úc, Canada và Thụy Điển. Hai đĩa đơn còn lại của album kém thành công hơn.
Tháng Ba 2011, Lavigne phát hành album phong thu thứ tư, Goodbye Lullaby. Đĩa đơn đầu tiên, "What the Hell", đã lọt vào top 10 ở Canada, Úc, New Zealand, Nhật... Đĩa đơn thứ hai, "Smile", phát hành vào tháng 5 năm 2011 và đĩa đơn thứ ba, "Wish You Were Here", phát hành vào tháng 9 năm 2011 đã được lên sóng đài phát thanh trong các tháng sau đó.
Năm 2013, Avril Lavigne phát hành album phòng thu thứ năm, Avril Lavigne với các đĩa đơn là "Here's to Never Growing Up", "Rock n Roll", "Let Me Go" và đĩa đơn giành riêng cho thị trường Nhật Bản là "Hello Kitty".
Lavigne cũng viết các ca khúc cho một số bộ phim, bao gồm American Wedding, Sweet Home Alabama, Eragon, và Alice in Wonderland. Lavigne còn hát lại nhiều ca khúc của các ca sĩ khác như "Imagine" của John Lennon, "Knockin' on Heaven's Door" của Bob Dylan và "Bad Reputation" của Joan Jett...

## Album

### Studio albums
| Tên                                     | Chi tiết | Peak chart positions | Peak chart positions | Peak chart positions | Peak chart positions | Peak chart positions | Peak chart positions | Peak chart positions | Peak chart positions | Peak chart positions | Peak chart positions | Doanh số                                                                                      | Chứng nhận |
| Tên                                     | Chi tiết | Canada               | Úc                   | Áo                   | Đức                  | Ý                    | Nhật                 | New Zealand          | Thụy Sĩ              | Anh                  | Mỹ                   | Doanh số                                                                                      | Chứng nhận |
| --------------------------------------- | --- | -------------------- | -------------------- | -------------------- | -------------------- | -------------------- | -------------------- | -------------------- | -------------------- | -------------------- | -------------------- | --------------------------------------------------------------------------------------------- | --- |
| Let Go (album của Avril Lavigne)        | - Phát hành: June 4, 2002 - Hãng: Arista Records - Định dạng: Cassette, CD, DataPlay, tải nhạc, LP record, Phát trực tuyến | 1                    | 1                    | 2                    | 2                    | 6                    | 6                    | 1                    | 2                    | 1                    | 2                    | - Thế giới: 16,000,000 - Canada: 1,000,000 - Nhật: 1,500,000 - Anh: 1,711,088 - Mỹ: 6,900,000 | - MC: Kim cương - ARIA: 7× Bạch kim - BPI: 6× Bạch kim - BVMI: 3× Vàng - IFPI AUT: Bạch kim - IFPI SWI: 2× Bạch kim - RIAA: 7× Bạch kim - RIAJ: Triệu - RMNZ: 5× Bạch kim |
| Under My Skin (album của Avril Lavigne) | - Phát hành: May 25, 2004 - Hãng: Arista - Định dạng: Cassette, CD, tải nhạc, LP, phát trực tiếp                           | 1                    | 1                    | 1                    | 1                    | 3                    | 1                    | 7                    | 2                    | 1                    | 1                    | - Thế giới: 10,000,000 - Nhật: 924,000 - Anh: 670,000 - Mỹ: 3,200,000                         | - MC: 5× Bạch kim - ARIA: Bạch kim - BPI: 2× Bạch kim - BVMI: Vàng - IFPI AUT: Bạch kim - IFPI SWI: Bạch kim - RIAA: 3× Bạch kim - RIAJ: Triệu - RMNZ: Vàng               |
| The Best Damn Thing                     | - Phát hành: April 17, 2007 - Hãng: RCA Records - Định dạng: Cassette, CD, tải nhạc, LP, phát trực tiếp                    | 1                    | 2                    | 1                    | 1                    | 1                    | 1                    | 2                    | 2                    | 1                    | 1                    | - Thế giới: 9,000,000 - Nhật: 848,000 - Anh: 452,672 - Mỹ: 1,700,000                          | - MC: 2× Bạch kim - ARIA: 2× Bạch kim - BPI: Bạch kim - BVMI: Vàng - IFPI AUT: Bạch kim - IFPI SWI: Bạch kim - RIAA: 2× Bạch kim - RIAJ: Triệu - RMNZ: Vàng               |
| Goodbye Lullaby                         | - Phát hành: March 2, 2011 - Hãng: RCA - Định dạng: CD, tải nhạc, LP, phát trực tiếp                                       | 2                    | 1                    | 3                    | 4                    | 5                    | 2                    | 7                    | 2                    | 9                    | 4                    | - Thế giới: 1,500,000 - Nhật: 530,000 - Mỹ: 394,000                                           | - ARIA: Vàng - BPI: Vàng - FIMI: Vàng - RIAA: Vàng - RIAJ: Bạch kim |
| Avril Lavigne                           | - Phát hành: November 1, 2013 - Hãng: Epic Records - Định dạng: CD, tải nhạc, LP, phát trực tiếp                           | 4                    | 7                    | 9                    | 15                   | 8                    | 2                    | 8                    | 8                    | 14                   | 5                    | - Thế giới: 650,000 - Nhật: 210,000 - Mỹ: 156,000                                             | - MC: Vàng - BPI: Bạc - RIAA: Vàng - RIAJ: Vàng |
| Head Above Water                        | - Phát hành: February 15, 2019 - Hãng: BMG Rights Management - Định dạng: CD, tải nhạc, LP, phát trực tiếp                 | 5                    | 9                    | 2                    | 3                    | 6                    | 7                    | 21                   | 4                    | 10                   | 13                   | - Nhật: 34,889                                                                                | |
| Love Sux                                | - Phát hành: February 25, 2022 - Hãng: Elektra Records, DTA - Định dạng: Cassette, CD, tải nhạc, phát trực tiếp            | 3                    | 3                    | 3                    | 6                    | 22                   | 7                    | 19                   | 7                    | 3                    | 9                    | - Nhật: 16,420 - Mỹ: 19,000                                                                   | |

### Đĩa mở rộng
| Năm  | EP                               | Chi tiết |
| ---- | -------------------------------- | --- |
| 2002 | AngMỹ Drive                      | - Phát hành: 1 tháng 5 năm 2002 - Định dạng: CD - Quảng bá cho Let Go                                                           |
| 2003 | Try to Shut Me Up                | - Phát hành: 27 tháng 5 năm 2003 - Định dạng: Tải kỹ thuật số                                                                   |
| 2003 | Unplugged At Jovem Pan           | - Phát hành: 2003 |
| 2004 | Live AcoMỹtic                    | - Phát hành: 1 tháng 7 năm 2004 - Định dạng: CD, tải kỹ thuật số                                                                |
| 2008 | MTV.com.Live                     | - Phát hành: 25 tháng 3 năm 2008                                                                                                |
| 2008 | Nissan Live Sets on Yahoo! MMỹic | - Phát hành: 2008 |
| 2008 | Control Room – Live              | - Phát hành: 15 tháng 4 năm 2008 - Định dạng: Tải kỹ thuật số - Thu âm trực tiếp ngày 16 tháng 10 năm 2007 tại The Roxy Theater |
| 2010 | Essential Mixes                  | - Phát hành: 20 tháng 9 năm 2010 - Định dạng: CD, tải kỹ thuật số - Chỉ ở châu Âu và Đài Loan - EP phối khí                     |
| 2011 | Walmart Soundcheck               | - Phát hành: 2011 |

## Đĩa đơn

### Đĩa đơn
| Tên                                                                             | Năm  | Vị trí xếp hạng cao nhất | Vị trí xếp hạng cao nhất | Vị trí xếp hạng cao nhất | Vị trí xếp hạng cao nhất | Vị trí xếp hạng cao nhất | Vị trí xếp hạng cao nhất | Vị trí xếp hạng cao nhất | Vị trí xếp hạng cao nhất | Vị trí xếp hạng cao nhất | Vị trí xếp hạng cao nhất | Chứng nhận | Album               |
| Tên                                                                             | Năm  | Canada                   | Úc                       | Áo                       | Bỉ                       | Đức                      | Ireland                  | New Zealand              | Thụy Điển                | Anh                      | Mỹ                       | Chứng nhận | Album               |
| ------------------------------------------------------------------------------- | ---- | ------------------------ | ------------------------ | ------------------------ | ------------------------ | ------------------------ | ------------------------ | ------------------------ | ------------------------ | ------------------------ | ------------------------ | --- | ------------------- |
| "Complicated"                                                                   | 2002 | 1                        | 1                        | 2                        | 3                        | 3                        | 1                        | 1                        | 2                        | 3                        | 2                        | - Úc: 2× Bạch kim - Áo: Vàng - Bỉ: Vàng - Brazil: Bạch kim - Nhật: Vàng - New Zealand: Bạch kim - Thụy Điển: Vàng - Thụy Sĩ: Vàng       | Let Go              |
| "Sk8er Boi"                                                                     | 2002 | 3                        | 3                        | 7                        | 7                        | 18                       | 3                        | 2                        | 12                       | 8                        | 10                       | - Úc: Bạch kim - Brazil: Bạch kim - New Zealand: Bạch kim - Mỹ: Vàng                                                                    | Let Go              |
| "I'm with You"                                                                  | 2002 | 13                       | —                        | 13                       | 9                        | 13                       | 5                        | 5                        | 11                       | 7                        | 4                        | - New Zealand: Vàng - Mỹ: Vàng | Let Go              |
| "Losing Grip"                                                                   | 2003 | —                        | 20                       | 40                       | 48                       | 43                       | 18                       | —                        | —                        | 22                       | 64                       | - Mỹ: Vàng | Let Go              |
| "Don't Tell Me"                                                                 | 2004 | 5                        | 10                       | 12                       | 22                       | 10                       | 9                        | 15                       | 30                       | 5                        | 22                       | - Úc: Vàng - Mĩ: Vàng | Under My Skin       |
| "My Happy Ending"                                                               | 2004 | 11                       | 6                        | 8                        | 30                       | 17                       | 7                        | —                        | 11                       | 5                        | 9                        | - Úc: Vàng - Brazil: Bạch kim - Mỹ: Vàng                                                                                                | Under My Skin       |
| "Nobody's Home"                                                                 | 2004 | 4                        | 24                       | 20                       | 1                        | 29                       | 19                       | —                        | —                        | 24                       | 41                       | - Brazil: Bạch kim - Mỹ: Vàng | Under My Skin       |
| "He Wasn't"                                                                     | 2005 | 92                       | 25                       | 35                       | 2                        | 29                       | 35                       | 38                       | —                        | 23                       | —                        | | Under My Skin       |
| "Keep Holding On"                                                               | 2006 | 2                        | —                        | —                        | —                        | —                        | —                        | —                        | —                        | 141                      | 17                       | - Canada: 2× Bạch kim - Mỹ: Bạch kim | Eragon              |
| "Girlfriend"                                                                    | 2007 | 1                        | 1                        | 1                        | 8                        | 3                        | 1                        | 1                        | 1                        | 2                        | 1                        | - Úc: 4× Bạch kim - Áo: Vàng - Bỉ: Vàng - Brazil: Bạch kim - Canada: 2× Bạch kim - Nhật: Bạch kim - New Zealand: Vàng - Mỹ: 2× Bạch kim | The Best Damn Thing |
| "When You're Gone"                                                              | 2007 | 8                        | 4                        | 10                       | 31                       | 17                       | 4                        | 26                       | 8                        | 3                        | 24                       | - Úc: Bạch kim - Brazil: Bạch kim - Canada: Vàng - Mỹ: Vàng                                                                             | The Best Damn Thing |
| "Hot"                                                                           | 2007 | 10                       | 14                       | 17                       | 7                        | 26                       | 19                       | 30                       | 53                       | 30                       | 95                       | - Úc: Vàng | The Best Damn Thing |
| "The Best Damn Thing"                                                           | 2008 | 76                       | —                        | 51                       | 14                       | 64                       | —                        | —                        | —                        | —                        | —                        | - Brazil: Bạch kim | The Best Damn Thing |
| "Alice"                                                                         | 2010 | 51                       | 39                       | 19                       | 19                       | 27                       | —                        | —                        | —                        | 59                       | 71                       | - Nhật: Vàng | Almost Alice        |
| "What the Hell"                                                                 | 2011 | 8                        | 6                        | 20                       | 16                       | 21                       | 30                       | 5                        | 51                       | 16                       | 11                       | - Úc: 2× Bạch kim - Ý: Vàng - Úc: 2× Bạch kim - New Zealand: Vàng                                                                       | Goodbye Lullaby     |
| "Smile"                                                                         | 2011 | 59                       | 25                       | 37                       | —                        | 40                       | —                        | 30                       | —                        | 178                      | 68                       | - Úc: Bạch kim | Goodbye Lullaby     |
| "Wish You Were Here"                                                            | 2011 | 64                       | —                        | —                        | —                        | —                        | —                        | —                        | —                        | —                        | 65                       | | Goodbye Lullaby     |
| "Here's to Never Growing Up"                                                    | 2013 | —                        | —                        | —                        | —                        | —                        | —                        | —                        | —                        | —                        | —                        | | Chưa rõ             |
| "—" Bài hát không có mặt trên bảng xếp hạng hoặc không phát hành ở quốc gia đó. |      |                          |                          |                          |                          |                          |                          |                          |                          |                          |                          | |                     |

### Đĩa đơn hợp tác
| Bài hát                                                 | Năm  | Vị trí xếp hạng cao nhất | Vị trí xếp hạng cao nhất | Thuộc album           |
| Bài hát                                                 | Năm  | Canada                   | Anh                      | Thuộc album           |
| ------------------------------------------------------- | ---- | ------------------------ | ------------------------ | --------------------- |
| "Wavin' Flag" (hợp tác với Young Artists for Haiti)     | 2010 | 1                        | 104                      | Đĩa đơn từ thiện      |
| "Best Years of Our Lives" (song ca với Evan Taubenfeld) | 2011 | —                        | —                        | Không thuộc album nào |

### Đĩa đơn quảng bá
| Đĩa đơn                                                                         | Năm  | Vị trí xếp hạng cao nhất | Vị trí xếp hạng cao nhất | Vị trí xếp hạng cao nhất | Vị trí xếp hạng cao nhất | Vị trí xếp hạng cao nhất | Thuộc album         |
| Đĩa đơn                                                                         | Năm  | Canada                   | Nhật                     | New Zealand              | Anh                      | Mỹ                       | Thuộc album         |
| ------------------------------------------------------------------------------- | ---- | ------------------------ | ------------------------ | ------------------------ | ------------------------ | ------------------------ | ------------------- |
| "Mobile"                                                                        | 2003 | —                        | —                        | 26                       | —                        | —                        | Let Go              |
| "Take Me Away"                                                                  | 2004 | —                        | —                        | —                        | —                        | —                        | Under My Skin       |
| "I Always Get What I Want"                                                      | 2004 | —                        | —                        | —                        | —                        | —                        | Under My Skin       |
| "Fall to Pieces"                                                                | 2005 | 7                        | —                        | —                        | —                        | 106                      | Under My Skin       |
| "Innocence"                                                                     | 2007 | 59                       | —                        | —                        | 190                      | 116                      | The Best Damn Thing |
| "Runaway"                                                                       | 2007 | —                        | —                        | —                        | —                        | 111                      | The Best Damn Thing |
| "PMỹh"                                                                          | 2012 | —                        | 35                       | —                        | —                        | —                        | Goodbye Lullaby     |
| "Bad Reputation"                                                                | 2012 | —                        | 8                        | —                        | —                        | —                        | One Piece Film: Z   |
| "—" Bài hát không có mặt trên bảng xếp hạng hoặc không phát hành ở quốc gia đó. |      |                          |                          |                          |                          |                          |                     |

## Danh sách video

### Album video
| Album                                | Chi tiết                                                                | Ghi chú |
| ------------------------------------ | ----------------------------------------------------------------------- | --- |
| My World                             | - Phát hành: 3 tháng 11 năm 2003 - Hãng đĩa: Arista - Định dạng: DVD    | - Được quay trực tiếp từ buổi biểu diễn tại Buffalo, New York trong tour diễn Try to Shut Me Up Tour.                  |
| Live at Budokan: Bonez Tour          | - Phát hành: 7 tháng 12 năm 2005 - Hãng đĩa: BMG Japan - Định dạng: DVD | - Chỉ được phát hành ở Nhật Bản. Được quay trực tiếp từ buổi biểu diễn tại Nippon Budokan, trong tour diễn Bonez Tour. |
| The Best Damn Tour - Live in Toronto | - Phát hành: 9 tháng 9 năm 2008 - Hãng đĩa: RCA - Định dạng: DVD        | - Được quay trực tiếp từ buổi biểu diễn tại Air Canada Centre ở Toronto, Canada trong tour diễn The Best Damn Tour.    |

### Video ca nhạc
| Ca khúc                     | Năm  | Đạo diễn         |
| --------------------------- | ---- | ---------------- |
| "Complicated"               | 2002 | The Malloys      |
| "Sk8er Boi"                 | 2002 | Francis Lawrence |
| "I'm with You"              | 2002 | David LaChapelle |
| "Mobile"                    | 2002 |                  |
| "Losing Grip"               | 2003 | Liz Friedlander  |
| "Knockin' on Heaven's Door" | 2003 | Marc Lostracco   |
| "Don't Tell Me"             | 2004 | Liz Friedlander  |
| "My Happy Ending"           | 2004 | Meiert Avis      |
| "Nobody's Home"             | 2004 | Diane Martel     |
| "He Wasn't"                 | 2005 | The Malloys      |
| "Girlfriend"                | 2007 | The Malloys      |
| "When You're Gone"          | 2007 | Marc Klasfeld    |
| "Girlfriend" (Remix)        | 2007 | R. Malcolm Jones |
| "Hot"                       | 2007 | Matthew Rolston  |
| "The Best Damn Thing"       | 2008 | Wayne Isham      |
| "Alice"                     | 2010 | Dave Meyers      |
| "What the Hell"             | 2011 | MarcMỹ Raboy     |
| "Smile"                     | 2011 | Shane Drake      |
| "Wish You Were Here"        | 2011 | Dave Meyers      |
| "Goodbye"                   | 2012 | Mark Liddell     |

## Xuất hiện trong các album khác
Các ca khúc không được xuất hiện trong các sản phẩm chính thức của Avril Lavigne
| Năm  | Bài hát                                   | Thuộc album                                          |
| ---- | ----------------------------------------- | ---------------------------------------------------- |
| 1999 | "Touch the Sky"                           | Quinte Spirit                                        |
| 2000 | "Temple of Life"                          | My Window to You                                     |
| 2000 | "Two Rivers"                              | My Window to You                                     |
| 2002 | "Falling Down"                            | Sweet Home Alabama (nhạc phim)                       |
| 2003 | "I Don't Give"                            | American Wedding (nhạc phim)                         |
| 2003 | "Knockin' on Heaven's Door"               | Warchild: Hope                                       |
| 2003 | "O Holy Night" (feat. Chantal KreviazAnh) | Maybe This Christmas Too?                            |
| 2004 | "I Always Get What I Want"                | The Princess Diaries 2: Royal Engagement (nhạc phim) |
| 2004 | "SpongeBob SquarePants Theme"             | The SpongeBob SquarePants Movie (nhạc phim)          |
| 2007 | "Imagine"                                 | Instant Karma                                        |
| 2007 | "The Scientist" (live)                    | Radio 1's Live Lounge – Volume 2                     |
| 2011 | "Tik Tok" (live)                          | Radio 1's Live Lounge – Volume 6                     |
| 2012 | "How You Remind Me"                       | One Piece Film: Z (nhạc phim)                        |